# Josef Musil (calciatore)
Josef Musil (7 agosto 1920 – Vienna, 6 gennaio 2005) è stato un calciatore austriaco, di ruolo portiere.

## Carriera

### Club
Ha sempre giocato nel campionato austriaco.

### Nazionale
Ha collezionato 5 presenze in Nazionale.

## Palmarès
- Campionato austriaco: 6

Rapid Vienna:1937-1938, 1940-1941, 1945-1946, 1947-1948, 1950-1951, 1951-1952
- Coppa d'Austria: 1

Rapid Vienna: 1945-1946